# Сезеневская, Тамара Вячеславовна
Тамара Вячеславовна Сезеневская (1915—1987) — советская актриса.
Наибольшую популярность ей принесла роль Марьяны, одной из дочерей мачехи в советском фильме-сказке 1947 года «Золушка».
С 1939 года по 1987 год — актриса Ленинградского театра комедии имении Акимова.
Умерла в Ленинграде 9 мая 1987 года. Похоронена на Комаровском поселковом кладбище вместе со своим мужем Александром Хазиным.

## Семья
Тамара Сезеневская была замужем за Александром Хазиным — поэтом-сатириком, драматургом,
актёром. В 1950 году у супругов родился сын Михаил Хазин — переводчик.

## Фильмография
- 1945 — Слон и верёвочка — мама
- 1947 — Золушка — Марьяна, дочь мачехи
- 1956 — Софья Ковалевская — Анна, сестра Софьи
- 1959 — Повесть о молодожёнах — врач